# Horologium van Augustus

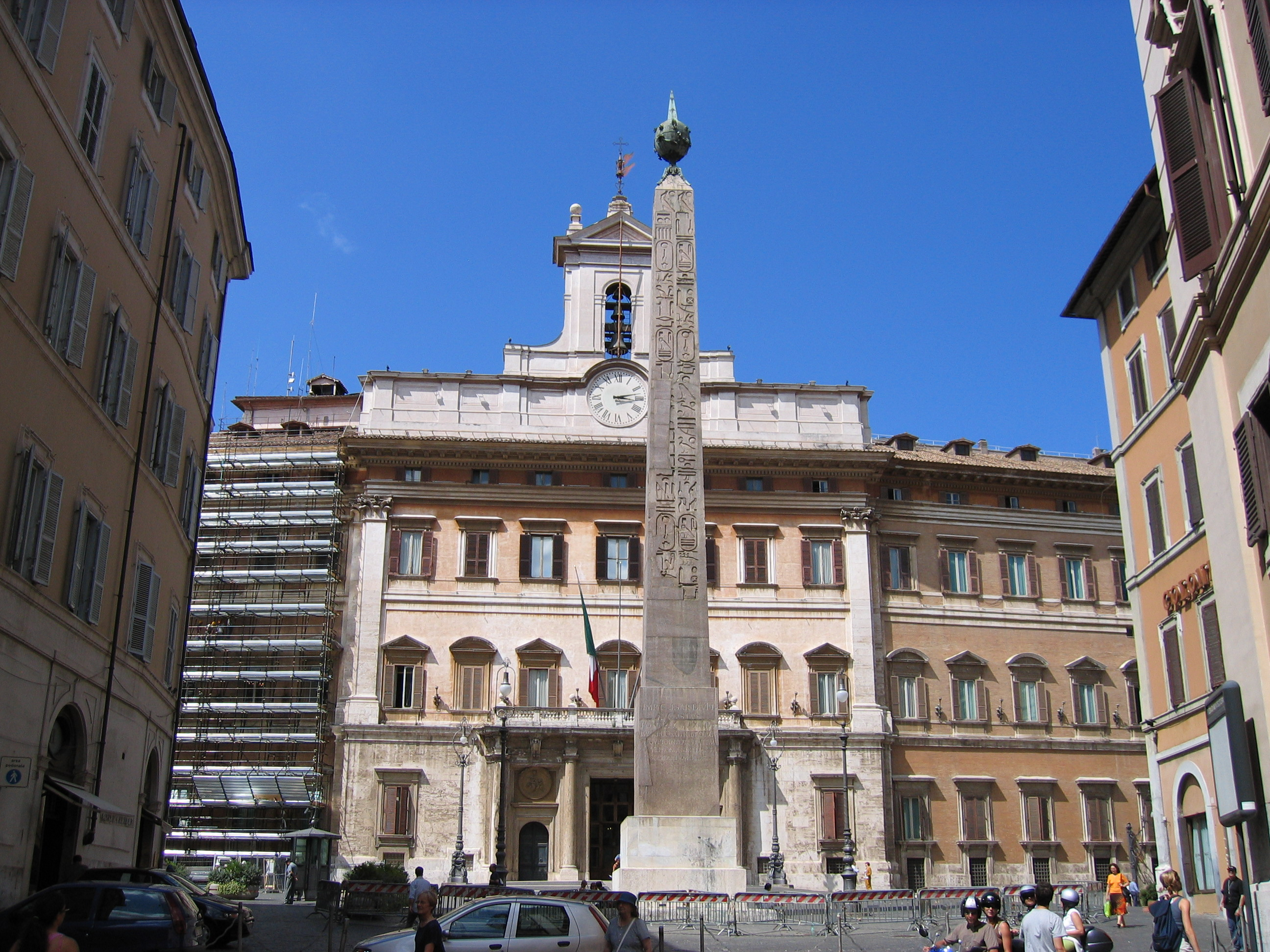
De obelisk van Augustus, nu op het Piazza Montecitorio

Het Horologium van Augustus (Latijn:Horologium Augusti of Solarium Augusti) was een zonnewijzer van enorme afmetingen gebouwd in opdracht van keizer Augustus en door hem gewijd aan de zon in het oude Rome.
De horizontale zonnewijzer was gebouwd op het Marsveld in Rome op de plaats waar Augustus na het beëindigen van de burgeroorlogen een aantal werken liet uitvoeren om zichzelf voor de door hem verkregen Pax Romana te laten eren. Naast het Horologium verschenen hier de Ara Pacis, een openbaar park en een mausoleum voor de keizer en zijn familie. Het Horologium werd door Augustus in 9 n.Chr. ingewijd.
Als gnomon (naald) diende een 30 meter hoge obelisk die Augustus uit Egypte had laten overkomen. De obelisk stond oorspronkelijk in Heliopolis, stamt uit de 6e eeuw v.Chr. en is gemaakt onder farao Psammetichus II. Op de obelisk werd een bol geplaatst waarvan de schaduw op een plein viel waar in het travertijnen plaveisel bronzen markeringen waren aangebracht waarop de tijd kon worden afgelezen. De afmetingen van het plein waren 160 bij 75 meter, en daarmee is het Horologium waarschijnlijk de grootste zonnewijzer ooit gebouwd.
Op 23 september, de verjaardag van de keizer, reikte de schaduw tot aan het midden van de Ara Pacis. Dit symboliseerde dat Augustus altijd al als vredesbrenger was voorbestemd.
De zonnewijzer is na de Romeinse tijd verloren gegaan. Door de regelmatige overstromingen van de Tiber, en het daarna achterblijven van lagen slib, steeg het grondniveau door de eeuwen heen een paar meter en bovendien werd het Marsveld in de middeleeuwen de drukst bevolkte wijk van de stad. De obelisk werd in 1748 in delen weer opgegraven. In 1792 werd deze met de restanten van de Zuil van Antoninus Pius gerestaureerd en geplaatst op het Piazza Montecitorio.
De antieke wijdingsinscriptie is bewaard gebleven en luidt:
| IMP CAESAR DIVI F AUGUSTUS PONTIFEX MAXIMUS IMP XII COS XI TRIB POT XIV AEGUPTO IN POTESTATEM POPULI ROMANI REDACTA SOLI DONUM DEDIT | Imperator Caesar zoon van een vergoddelijkte Augustus pontifex maximus 12 keer imperator, 11 keer consul, 14 keer (bekleed met) tribunicia potestas. Nadat Egypte onder het gezag van het Romeinse volk gebracht was heeft hij (deze obelisk) aan de zon geschonken |

## Opmerking
1. ↑  Dit is zijn adoptievader Julius Caesar, die na zijn dood was vergoddelijkt (divus).